# Kanegem
Kanegem är en ort i Belgien.   Den ligger i provinsen Västflandern och regionen Flandern, i den västra delen av landet, 70 km väster om huvudstaden Bryssel. Kanegem ligger 31 meter över havet och antalet invånare är 1 181.
Terrängen runt Kanegem är mycket platt. Runt Kanegem är det tätbefolkat, med 369 invånare per kvadratkilometer.. Närmaste större samhälle är Waregem, 13,9 km söder om Kanegem. 
Omgivningarna runt Kanegem är en mosaik av jordbruksmark och naturlig växtlighet.